# Blecktjärnen (Mörsils socken, Jämtland)
Blecktjärnen är en sjö i Åre kommun i Jämtland och ingår i Indalsälvens huvudavrinningsområde. Sjön har en area på 0,0554 kvadratkilometer och ligger 435,1 meter över havet.

## Delavrinningsområde
Blecktjärnen ingår i det delavrinningsområde (702033-139764) som SMHI kallar för Utloppet av Ockesjön. Medelhöjden är 340 meter över havet och ytan är 41,77 kvadratkilometer. Räknas de 863 avrinningsområdena uppströms in blir den ackumulerade arean 8 396,19 kvadratkilometer. Avrinningsområdets utflöde Indalsälven mynnar i havet. Avrinningsområdet består mestadels av skog (65 procent). Avrinningsområdet har 8,06 kvadratkilometer vattenytor vilket ger det en sjöprocent på 19,3 procent.